# Kamienica Paula Storza w Bydgoszczy
Kamienica Paula Storza w Bydgoszczy – zabytkowa kamienica w Bydgoszczy.

## Położenie
Budynek stoi w zachodniej pierzei ul. Gdańskiej, w pobliżu skrzyżowaniu z ul. Świętojańską.

## Historia
Kamienica została zbudowana w 1897 roku dla mistrza ciesielskiego Paula Storza.

## Architektura
Budynek wzniesiono w stylu eklektycznym z użyciem form neomanierystycznych. Elewację zdobią stylizowane kartusze. Nad oknami I piętra umieszczono płyciny z półplastycznymi główkami putt, ukazanymi na tle ornamentu okuciowego. Pilastry ujmujące okna III piętra zakończono wyrazistymi maskami.